# Стоян Лазов (Прилеп)
 Тази статия е за прилепския деец на ВМОРО.  За лозенградския вижте Стоян Лазов (Лозенград).  
Стоян Лазов (Лазаров) е български революционер, деец на Вътрешната македоно-одринска революционна организация.

## Биография
Стоян Лазов е роден през 1871 година в Прилеп, тогава в Османската империя. Учител по професия. Присъединява се към ВМОРО и действа като терорист, изпълнител на смъртните присъди издадени от Битолския революционен окръг.
През 1896 година в затвора в Битоля Йордан Гавазов, Стоян Лазов и Дончо Щипянчето намушкват с ками няколко пъти Мицко Кръстев за непристойното му поведение, след което Мицко окончателно минава в услуга на сръбската пропаганда в Македония.
На 6 януари 1899 година Стоян Лазов, заедно с Никола Мърсев, убива сърбоманския книжар и шпионин Тодор (Тоде) Попантов (Попантич) в Прилеп. Дава сражение на турската полиция в града, убива няколко турци и се самоубива, а след това тялото му е насечено. След смъртта му е устроено голямо погребение и се пее песен за него:
| „ | Реших да стана Достойно чедо На Македония, Майката наша. | “ |